# معهد وحيد
معهد وحيد هو مركز أبحاث حول الإسلام، مقره جاكرتا عاصمة إندونيسيا. تأسس في عام 2004 من قبل الرئيس السابق لإندونيسيا عبد الرحمن وحيد، وتقوده ابنته ييني زانوبا وحيد.
المعهد مكرس لـ «تطوير المجتمع الإندونيسي والإسلامي على حد سواء، وتحسين رفاهية الطبقة الدنيا من المجتمع، وبناء الديمقراطية والعدالة الأساسية، وتوسيع السلام واللاعنف في جميع أنحاء العالم».

## التشكيل
تأسس المعهد في 7 سبتمبر 2004 في فندق فور سيزونز في جاكرتا. عُينت ييني زانوبا وحيد مديرةً للمعهد. ذكرت لاحقًا أن المعهد أنشئ لأن «وضعنا العالمي الحالي الذي يطارده العنف وتهديد الإرهاب، لأي سبب كان قد أجبرنا على اتخاذ إجراءات تعاونية في شكل حوار بين الأديان والأمة والعرق».

## مؤتمر بالي للهولوكوست
في 12 يونيو 2007 قام معهد وحيد مع مركز سيمون فيزنتال ومقره الولايات المتحدة ومؤسسة ليبفورال برعاية مؤتمر حول المحرقة، لمواجهة المؤتمر الدولي الإيراني لمراجعة الرؤية العالمية للمحرقة ولتعزيز السلام بين الأديان. انعقد المؤتمر في جيمباران موقع تفجيرات بالي عام 2005 التي ارتكبتها الجماعة الإسلامية في جنوب شرق آسيا.

## حرية الدين في إندونيسيا
المعهد ملتزم بتعزيز حرية الدين في إندونيسيا. ويوثق سنوياً حالات التعصب الديني من جانب السلطات. في السنوات الأخيرة عبر عن قلقه بشكل خاص من التخويف والعنف ضد الأحمدية. في عام 2011 ألقى المعهد باللوم على الرئيس سوسيلو بامبانج يودويونو لعدم اتخاذ أي إجراء وقال: «العنف ضد الأحمديين أمر شبه يومي، لكن الرئيس لا يفعل شيئًا للتصدي لهذا».